# Semleges bankügylet
A semleges bankügylet a gyűjtőfogalma a kereskedelmi bankok azon szolgáltatási tevékenységeinek, amelyek nem tartoznak sem  az aktív, sem a passzív bankügyletek közé. A semleges jelző arra utal, hogy az ilyen ügyletek során a bankok sem új kötelezettségvállalást, sem új követelésszerzést nem végeznek.

## Fajtái
- pénzváltás,
- egyéb valuta- és devizaügyletek lebonyolítása,
- széfszolgáltatás,
- értékpapírok letéti őrzésével kapcsolatos szolgáltatás
- befektetési, vagyonkezelési vagy egyéb bankári tanácsadás.